# Арсеније Латарски
Свети Арсеније Латарски, Арсеније Подвижник (10.-11. век) је био византијски официр који се замонашио након несрећног инцидента у својој војној каријери.
Арсеније је потекао из цариградске аристократске и имућне породице и као млад је изабрао војну каријеру. У почетку патрициј, а затим генерал-командант Теме Кивираион. Као заповедник своје флоте оживео је са њом јаку буру на мору где је цела флота била уништена и само је он преживео, тада је Арсеније решио да се замонаши.
Прво се замонашио на непознатој локацији, затим се преселиио на планину Латрос и на крају у манастиру Келиварон, где је и умро. 
Као подвижник носио је тешке ланце. Трпео је хладноћу зими и жегу лети, често је плакао и бдио. Живео је у манастиру Келиварски, ге је након кратког времена постао игуман. Након извесног времена он се из манастира повукао у једну пећину, пуну дивљих зверова. Тамо се он подвизавао у молитвеном самовању и тиховању међу зверовима. Својом  молитвом он је одатле одагнао све зверове. Ту пећину је претворио у место молитве. Око њега су се сабрали монаси, које је он својим светим животом и богомудрим поукама привукао и водио путем спасења. Шест дана у току седмице живео је затворен у својој тесној келији, ни са ким није говорио, нити је узимао храну, једино је недељом поучавао браттво и узимао храну. 
У његовом Житију стоји „починивши мноштво друга чудеса, блажени Арсеније мирно се упокоји усред братије”.
Православна црква га празнује 13. децембра.